# Go, Dog. Go!
Go, Dog. Go! er en børnebog af den amerikanske forfatter P. D. Eastman. Den blev første gang udgivet i 1961.

## Tv-serie

### 2021-versionen
Bogen blev udgivet som en tegnefilm af Netflix i 26. januar 2021.